# Russell Mirasty
Russell Mirasty foi vice-governador da província de Saskatchewan no Canadá entre 2019 e 2025.